# Далянь Трансенденс
Футбольний клуб «Далянь Трансенденс» або просто «Далянь Трансенденс» (кит.: 大连超越足球俱乐部) — китайський футбольний клуб з міста Далянь, який виступає в Китайській Лізі Один.

## Досягнення
- Китайська Ліга Два
  -  Срібний призер (1): 2015

## Відомі гравці
- Жаїлтон Параїба
- Вілліам Гоміш Мартінш
- Девід Фалльман
- Ертон Фейзуллаху

## Відомі тренери
- Лю Жонгчанг (2014–13 квітня 2016)
- Сунь Фенг (в.о.) (15 квітня 2016–21 квітня 2016)
- Ермин Шиляк (21 квітня 2016 – серпень 2016)
- Русмір Цвіко (серпень 2016 –)